# آرتور هاکوبیان (هنرپیشه)
آرتور هاکوبیان (ارمنی: Արթուր Հակոբյան؛  ۸ ژوئیهٔ ۱۹۶۲) یک بازیگر اهل ارمنستان است. وی از سال میلادی تاکنون مشغول فعالیت بوده است. وی به خاطر نقش دایی آربی در مجموعه تلویزیونی وِرواردزنرن انتانیکوم شناخته شده است.

## زندگی‌نامه
وی در ۸ ژوئیهٔ ۱۹۶۲ در لنیناکان به دنیا آمد و از آکادمی دولتی هنرهای زیبای ارمنستان فارغ‌التحصیل شد. 

## یادداشت
1. ↑  Արբի քեռու